# Assassinat d'Aboubakar Cissé
Le 25 avril 2025, Aboubakar Cissé, un musulman de 22 ans, est poignardé à mort dans la mosquée Khadidja de La Grand-Combe, dans le Gard, en France. L’agression, commise avec une extrême violence (57 coups de couteau) et accompagnée de propos islamophobes, est rapidement perçue comme un crime de haine. L’affaire suscite une vive émotion nationale et relance les débats sur la reconnaissance de l’islamophobie en France, la lenteur de la réponse des autorités, et la protection des lieux de culte musulmans.

## Contexte
Aboubakar Cissé est un Malien soninké âgé de 22 ans, installé en France en situation irrégulière et formé comme charpentier. Il est actif en tant que bénévole à la mosquée Khadidja de La Grand-Combe.
Le matin du 25 avril 2025, il fait le ménage à la mosquée Khadidja avant la prière du vendredi. Vers 8 heures, Olivier H, un français d'origine bosnienne âgé de 20 ans,, entre dans l'édifice religieux. Aboubakar Cissé discute brièvement avec lui avant que tous deux ne se dirigent vers la salle de prière. Tandis qu'Aboubakar Cissé s'agenouille pour prier, Olivier H. lui assène une quarantaine de coups de couteau. Il sort ensuite son téléphone et filme sa victime agonisante pendant qu'il prononce des propos islamophobes, et manifeste son intention de recommencer. Il publie la vidéo sur Snapchat. Apercevant une caméra de surveillance, il prend la fuite,.

## Enquête
Olivier H. bénéficie de complicités familiales pour se cacher successivement à Béziers, puis à Menton, avant de passer en Italie. Au terme d'une traque mobilisant plus de 70 enquêteurs, Olivier H. se rend finalement aux autorités italiennes le 28 avril 2025 à Pistoia, en Toscane. Il est placé en garde à vue puis extradé vers la France. Bien qu’aucune revendication idéologique n’ait été formellement retrouvée, le caractère raciste anti-musulman du meurtre est évoqué par plusieurs responsables et médias. Le procureur d’Alès Abdelkrim Grini mentionne aussi une possible fascination morbide de l'auteur pour la mort.
Le parquet national antiterroriste (PNAT) suit l’affaire sans se saisir de l’enquête, estimant qu’il s’agit de l’acte d’un individu isolé. La procureure de Nîmes déclare qu'il aurait « agi dans un contexte isolé, sans revendication idéologique ou lien avec une organisation ».

### Auteur
Olivier H. est l’aîné d’une fratrie de 7 enfants. Issu d’une famille d'origine rom[réf. nécessaire] de Bosnie, chrétien, il est de nationalité française. Âgé d’une vingtaine d’années, il bénéficie du revenu de solidarité active (RSA) et « passe une bonne partie de son temps à jouer à des jeux vidéo ».
Le premier examen d’Olivier H. montre « une dimension psy importante, voire potentiellement décisive ». Il avait fait part « d'envies de viols de femmes, de meurtres ou de viols de cadavre » sur des forums en ligne. Selon son avocat italien, le jeune homme a reconnu le meurtre mais nié avoir agi par haine de l'islam, indiquant « avoir tué la première personne qu'il a trouvée ».
Le 20 juin 2025, Olivier H. est sorti de prison pour être hospitalisé d’office dans un centre psychiatrique des Pyrénées-Orientales. Selon une expertise psychiatrique, Olivier Hadzovic était atteint d’un « trouble psychotique ayant aboli son discernement et le contrôle de ses actes » au moment du crime,.

## Réactions

### Réactions politiques
L'acte est unanimement condamné par la classe politique. Le président Emmanuel Macron a déclaré que « le racisme et la haine religieuse n’ont pas leur place en France ». Le Premier ministre François Bayrou a également qualifié l’agression d’« acte islamophobe inqualifiable ». Le 29 avril, l'Assemblée nationale observe une minute de silence en la mémoire d'Aboubakar Cissé,.

### Marches
Le 27 avril, les habitants de La Grand-Combe organisent une marche blanche en son hommage. Elle rassemble environ 2000 personnes selon les organisateurs, et 1400 selon la police,. Le même jour, un rassemblement à Paris organisé à l'appel de personnalités politiques de La France insoumise (LFI) et des Écologistes réunit plusieurs centaines de personnes,. Le 1er mai, au moins un millier de personnes se rassemblent à Paris en hommage à Aboubakar Cissé à l'appel de plusieurs collectifs dont le Haut conseil des Maliens de France.
Le 11 mai, plusieurs milliers de manifestants défilent à Paris pour dénoncer « la progression de l’islamophobie en France » et rendre hommage à Aboubakar Cissé après une tribune publiée le 5 mai dans Politis, dans laquelle des organisations et personnalités avaient appelé à une « grande marche partout en France » pour « faire peuple contre toutes les formes de racisme ». Parmi celles-ci, le Comité Adama, La France insoumise, le Collectif contre l'islamophobie en Europe (ex-Collectif contre l'islamophobie en France dissous en France et reconstitué en Belgique) et des personnalités comme Annie Ernaux ou Adèle Haenel, militante du mouvement MeToo.

### Critiques
Plusieurs membres de la communauté musulmane et figures publiques ont critiqué la lenteur de la réaction officielle. Le Conseil français du culte musulman, par la voix de son président Mohammed Moussaoui, a dénoncé un traitement inégal des crimes de haine, soulignant que « la grande majorité des musulmans en France estiment que la haine antimusulmane n’est pas prise aussi au sérieux que d’autres formes de haine ».
Cette perception a été renforcée par la décision du PNAT de ne pas se saisir de l'affaire, malgré les propos du meurtrier présumé dans la vidéo qu'il tourne au moment de son acte « Je l’ai fait (…), ton Allah de merde ». Plusieurs responsables associatifs ont estimé que si la victime avait appartenu à une autre confession ou communauté, la réponse de l'État aurait été plus rapide et plus ferme.
Bruno Retailleau, ministre de l’Intérieur au moment des faits, a été critiqué par une partie de la droite pour son absence de déclaration immédiate. Lorsqu’il a réagi publiquement plusieurs jours après l’attaque, il a choisi de mettre l’accent sur la lutte contre « l’islam politique », sans mentionner directement le caractère islamophobe de l’agression,.
La présidente de l'Assemblée nationale, Yaël Braun-Pivet, refuse initialement d'organiser un hommage « faute de consensus » entre les groupes parlementaires, citant une règle établie en janvier 2025 selon laquelle les minutes de silence ne seraient plus accordées pour des « cas individuels » hors personnalités politiques et victimes du terrorisme. Face aux accusations d'islamophobie, elle change finalement d'avis et organise une minute de silence,.

## Conséquences
L'affaire a ravivé le débat sur la reconnaissance des crimes anti-musulmans en France, la prise en charge judiciaire de ces actes, et la manière dont l'État traite les menaces pesant sur les lieux de culte musulmans. Plusieurs associations[Lesquelles ?] ont appelé à une réforme des politiques publiques de lutte contre les discriminations religieuses.
Selon le sociologue Vincent Geisser, cet événement marque un tournant par son caractère inédit, car il cible « une mosquée de province, symbole d'un islam paisible, intégré à la vie locale ». Il compare l'impact de cet acte à celui de l'assassinat du père Hamel en 2016. Le chercheur souligne également que cette attaque s'inscrit dans un contexte de montée des discours identitaires et de tensions autour de l'islam en France et en Europe.